# Vejmo
Waymo LLC, ranije poznat kao Guglov projekat samovozećih vozila, je američka kompanija za tehnologiju autonomne vožnje sa sedištem u Mauntin Vjuu u Kaliforniji. To je podružnica kompanije Alfabet Ink, matične kompanije Gugla.
Kompanija vodi svoje poreklo od Stanfordskog trkačkog tima, koji se takmičio u DARPA velikom izazovu 2005. i 2007. godine. Guglov razvoj samovozeće tehnologije počeo je u januaru 2009. kad su ga predvodili Sebastijan Trun, bivši direktor Standfordske laboratorije za veštačku inteligenciju (SAIL) i Entoni Levandovski, osnivač 510 sistema i Entonijevih robota. Posle skoro dve godine testiranja na putu sa sedam vozila, Njujork tajms je objavio njegovo postojanje u oktobru 2010. godine.
U jesen 2015, Gugl je organizovao „prvu na svetu vožnju javnim putevima bez vozača“. U decembru 2016. projekat je preimenovan u Vejmo i izdvojen iz Gugla kao deo Alfabeta. U oktobru 2020. godine, Vejmo je postao prva kompanija koja je ponudila usluge javnosti bez sigurnosnih vozača u vozilu. Vejmo trenutno upravlja komercijalnim robotaksi uslugama u Feniksu, Arizoni i San Francisku, a nove poslovnice su planirane u Los Anđelesu i Ostinu u Teksasu.
Vejmo vode koizvršni direktori Tekedra Mavakana i Dmitri Dolgov. Kompanija je prikupila 5,5 milijardi dolara u više rundi spoljnog finansiranja. Vejmo ima partnerstva sa više proizvođača vozila, uključujući Stelantis, Mercedes-Benz Grupu AG, Džaguar Land Rover, i Volvo.

## Literatura
- Grant, Christian (мај 2007). „Episode Exe006: Sebastian Thrun, Director, Stanford Artificial Intelligence Laboratory”. Executive Talks. Архивирано из оригинала 1. 4. 2021. г. Приступљено 3. 1. 2013.
- Lin, Patrick (30. 7. 2013). „The Ethics of Saving Lives with Autonomous Cars Are Far Murkier Than You Think”. Wired. Приступљено 24. 8. 2013.
- Marcus, Gary (27. 11. 2012). „Moral Machines”. The New Yorker. Приступљено 24. 8. 2013.
- Muller, Joann (27. 5. 2013). „Silicon Valley vs. Detroit: The Battle for the Car of the Future”. Forbes.
- Stock, Kyle (3. 4. 2014). „The Problem with Self-Driving Cars”. Bloomberg Businessweek. Архивирано из оригинала 4. 4. 2014. г. Приступљено 6. 4. 2014.
- Walker Smith, Bryant (1. 11. 2012), Automated Vehicles Are Probably Legal in the United States, Stanford Law School, Приступљено 24. 8. 2013

## Spoljašnje veze
- Scalability in Perception for Autonomous Driving: Waymo Open Dataset
- Waymo Self Driving Car Videos Архивирано на веб-сајту  (14. април 2024) - citizen journalist recording Waymo autonomous trips in Phoenix area